# Wielimie
Wielimie [wjelimje] je jezero v Drawském pojezeří v Západopomořanském vojvodství. Rozloha jezera je 1865,3 ha a maximální hloubka 5,5 m. Vzniklo jako morénové jezero.

## Ostrovy
Na jezeře je několik ostrovů. Wyspa Owcza je s rozlohou více než 96 hektarů největším jezerním ostrovem Polska.

## Vodní režim
Přes jezero protéká řeka Gwda. Jezero bylo původně podstatně větší, v sedmdesátých letech osmnáctém století byli povoláni nizozemští odborníci na ochranu před povodněmi a snížili jeho hladinu o více než dva metry.

## Osídlení
Na břehu jezera leží město Szczecinek (Nový Štětín). Wielimie je využíváno k rekreaci, byla zde zřízena známá nudistická pláž. Do roku 1949 neslo jezero německý název Vilmsee.